# Lodewijk III van Loon
Lodewijk III van Loon (einde 12e eeuw - 15 mei 1243) was van 1221 tot 1227 de tiende graaf van het graafschap Loon en van 1221 tot aan zijn dood graaf van Rieneck. 

## Levensloop
Lodewijk  was een zoon van Gerard III van Rieneck, de tweede zoon van Gerard van Loon, en van Kunegonda van Zimmern. Bij de dood van zijn vader in 1216 was Lodewijk nog te jong om de leiding van het graafschap Rieneck op zich te nemen. Het was zijn oom Arnold III die Lodewijks vader opvolgde. Twee jaar later volgde Arnold zijn broers Lodewijk II en Hendrik op als graaf van Loon en bestuurde vanaf dan de twee graafschappen.
In 1221 stierf Arnold III kinderloos en Lodewijk volgde zijn oom op als graaf van Loon en van Rieneck. In 1227 liet hij het graafschap Loon over aan zijn broer Arnold IV en bleef enkel nog het graafschap Rieneck besturen tot aan zijn dood. Lodewijk was de laatste graaf die het bestuur van de twee graafschappen cumuleerde. 

## Voorouders
| Voorouders van Lodewijk III van Loon | Voorouders van Lodewijk III van Loon                         | Voorouders van Lodewijk III van Loon                         | Voorouders van Lodewijk III van Loon                     | Voorouders van Lodewijk III van Loon                     | Voorouders van Lodewijk III van Loon                   | Voorouders van Lodewijk III van Loon                   | Voorouders van Lodewijk III van Loon                   | Voorouders van Lodewijk III van Loon                   |
| ------------------------------------ | ------------------------------------------------------------ | ------------------------------------------------------------ | -------------------------------------------------------- | -------------------------------------------------------- | ------------------------------------------------------ | ------------------------------------------------------ | ------------------------------------------------------ | ------------------------------------------------------ |
| Overgrootouders                      | Lodewijk I van Loon (1107-1171) ∞ Agnes van Metz (1114-1175) | Lodewijk I van Loon (1107-1171) ∞ Agnes van Metz (1114-1175) | Hendrik I van Gelre (-) ∞ Agnes van Arnstein (1130-1179) | Hendrik I van Gelre (-) ∞ Agnes van Arnstein (1130-1179) | Lodewijk III van Chiny (-1189) ∞ Sophie (-1207)        | Lodewijk III van Chiny (-1189) ∞ Sophie (-1207)        | ? (-) ∞ ? (-)                                          | ? (-) ∞ ? (-)                                          |
| Grootouders                          | Gerard van Loon (1171-1194) ∞ Adelheid van Gelre (-1212)     | Gerard van Loon (1171-1194) ∞ Adelheid van Gelre (-1212)     | Gerard van Loon (1171-1194) ∞ Adelheid van Gelre (-1212) | Gerard van Loon (1171-1194) ∞ Adelheid van Gelre (-1212) | Sibodo III van Zimmern (-) ∞ ? (-)                     | Sibodo III van Zimmern (-) ∞ ? (-)                     | Sibodo III van Zimmern (-) ∞ ? (-)                     | Sibodo III van Zimmern (-) ∞ ? (-)                     |
| Ouders                               | Gerard III van Rieneck (-) ∞ Kunigunda van Zimmern (-)       | Gerard III van Rieneck (-) ∞ Kunigunda van Zimmern (-)       | Gerard III van Rieneck (-) ∞ Kunigunda van Zimmern (-)   | Gerard III van Rieneck (-) ∞ Kunigunda van Zimmern (-)   | Gerard III van Rieneck (-) ∞ Kunigunda van Zimmern (-) | Gerard III van Rieneck (-) ∞ Kunigunda van Zimmern (-) | Gerard III van Rieneck (-) ∞ Kunigunda van Zimmern (-) | Gerard III van Rieneck (-) ∞ Kunigunda van Zimmern (-) |
| Lodewijk III van Loon (-1243)        |                                                              |                                                              |                                                          |                                                          |                                                        |                                                        |                                                        |                                                        |